# Tehmina Sunny
Tehmina Sunny (Croydon (Londen), 6 september 1980) is een Britse actrice.

## Biografie
Sunny werd geboren in Croydon (Londen) bij Indiase ouders in een gezin van twee kinderen. Zij haalde haar bachelor of science in Management information system, marketing en goederenrecht aan de Universiteit van Leeds in Leeds. Alhoewel zij geen carrière in het acteren had gepland besloot zij later toch om actrice te worden en werkt in zowel Los Angeles als Londen. In haar vrije tijd is zij actief in het spelen van viool en piano, hiermee speelde zij in orkesten. Hiernaast haalde zij medailles in het Taekwondo en karate. Naast het Engels spreekt zij ook vloeiend Hindi en Gujarati.
Sunny begon in  2005 met acteren in de film Love Struck, waarna zij nog meerdere rollen speelde in films en televisieseries.

## Filmografie

### Films
- 2017 Mindhack:#savetheworld - als Angel
- 2015 The Vatican Tapes - als verslaggeefster
- 2013 The Lovers - als Sonubai
- 2012 Amazing Love - als Gomer
- 2012 Argo - als medewerkster Swissair
- 2011 Elevator - als Maureen
- 2007 Retribution - als Paula
- 2006 Children of Men - als Zara
- 2005 Love Struck - als Saira

### Televisieseries
Uitgezonderd eenmalige gastrollen.
- 2022 Partner Track - als Victoria St. Clair - 2 afl.
- 2020-2021 Chicago Med - als dr. Sabeena Virani - 15 afl.
- 2019 Pandora - als Regan Fried - 10 afl.
- 2015 Extant - als Iris - 2 afl.
- 2009-2013 NCIS - als Leyla Shakarji - 3 afl.
- 2013 Mistresses - als Natalie Wade - 3 afl.
- 2011 Writer's Block - als Bina - 3 afl.
- 2006-2008 Heroes - als Bridget - 2 afl.
- 2007 Casualty - als Farmeeda Khan - 2 afl.